# NGC 6236
NGC 6236 est une galaxie spirale intermédiaire (barrée ?) située dans la constellation du Dragon. Sa vitesse par rapport au fond diffus cosmologique est de 1 253 ± 2 km/s, ce qui correspond à une distance de Hubble de 18,5 ± 1,3 Mpc (∼60,3 millions d'al). NGC 6236 a été découverte par l'astronome américain Lewis Swift en 1884.
La classe de luminosité de NGC 6236 est III-IV et elle présente une large raie HI.
À ce jour, neuf mesures non basées sur le décalage vers le rouge (redshift) donnent une distance de 22,989 ± 4,905 Mpc (∼75 millions d'al), ce qui est à  l'intérieur des valeurs de la distance de Hubble.